# Ylinen Peurajärvi
Ylinen Peurajärvi är en sjö i Övertorneå kommun i Norrbotten och ingår i Sangisälvens huvudavrinningsområde.